# Омлоп Хет Ниувсблад 2025
80-й выпуск  Омлоп Хет Ниувсблад — шоссейной однодневной велогонки по дорогам Бельгии. Гонка прошла 1 марта 2025 года в рамках Мирового тура UCI 2025 (категория 1.UWT). Победу одержал норвежский велогонщик Сорен Вэреншолд.

## Участники
Автоматически приглашения на гонку приняли все 18 команд категории UCI WorldTeam. Также в соревновании примут участие семь команд категории UCI ProTeam.
| UCI WorldTeams (18)- EF Education-EasyPost - Bahrain-Victorious - Red Bull-BORA-hansgrohe - XDS Astana Team - Cofidis - UAE Team Emirates XRG - Lidl-Trek - Soudal Quick-Step - Arkéa-B&B Hotels - Team Visma \| Lease a Bike - Decathlon AG2R La Mondiale Team - Movistar Team - Groupama-FDJ - Team Picnic-PostNL - Alpecin-Deceuninck - Ineos Grenadiers - Intermarché-Wanty - Team Jayco AlUla UCI ProTeams (7)- Lotto - Q36.5 Pro Cycling Team - Team Flanders-Baloise - Israel-Premier Tech - Uno-X Mobility - Tudor Pro Cycling Team - Unibet Tietema Rockets |
| |

## Маршрут
Маршрут выпуска 2025 года претерпел некоторые изменения по сравнению с прошлым годом. Однако неизменным осталось место отправления — Гент. Отсюда начался путь к нулевому километру, расположенному в городе Мерельбеке.
Первая половина гонки оказалась в основном спокойной, и гонщикам пришлось преодолеть лишь несколько участков дороги:
- Paddestraat pavé (1500 метров)
- Haaghoek (2000 метров)
- Стена Леберга (950 метров, средний уклон 4,2 % — 13,8 %), которая находилась после пятидесяти километров гонки

Наиболее интенсивная часть маршрута началась с прохождения по булыжным дорогам Ланге Мунте (2500 метров в длину). В этот момент гонщики вошли в 48-километровую петлю, которая включала несколько ключевых точек трассы. Последовательно проехали по Хаагука и двум стенам: снова Леберг и, в 68 километрах от финиша, Валкенберг (540 метров, средний уклон 8,1 %). Вскоре после этого спортсменов ждал Эйкенберг (1200 метров при среднем уклоне 5,2 %).
После въезда в муниципальный район Ауденарде гонщиков ждал шквал трудностей: поднялись на Вулвенберг (645 метров в длину, средний уклон 7,9 % и пик 17,3 %) и преодолели участки Холлевег (650 метров), Ла-Манш (650 метров) и Ла-Манш (650 метров). Кроме того, гонщиков ждали новинки — Карел Мартельстраат (1200 метров) и Ягерий (800 метров).
Проехав чуть более 42 километров, отправились на восхождение на Моленберг (500 метров при среднем уклоне 7 %), что ознаменовало завершение вышеупомянутого кольца и вернуло гонку на трассу в линию, прямо к финишу в Нинове. Однако перед этим в третий раз проехали участок паве Хаагука и Леберга, который стал преамбулой для грозной стены Берендри (940 метров при среднем уклоне 7 %).
С оставшимися 30 километрами пришлось преодолеть еще несколько неровностей: за 28,5 км до финиша находился Эльверенберг-Фоссенхоль (1,3 км при среднем уклоне 3,6 %). Но самое главное, за 16 км до финиша поднялись на мифический Капельмуур, известный просто как Муур. Высота подъема составила чуть менее 500 метров, а средний уклон — 9,3 процента, достигая пика в 19,8 процента. И если этого еще не хватило, за 12 км до финиша ждал подъём к Босбергу (980 метров при среднем уклоне 11 процентов), еще одной стене, которая являлась неотъемлемой частью гонки. Последние 10 километров, наконец, не представляли никаких трудностей.

## Ход гонки
Начавшись в бельгийском городе Гент, эта гонка проложила путь длиной 197 километров через одиннадцать мощеных секторов, которые гонщики преодолевали на пути к финишу в Нинове. Гонка началась с традиционного множества атак. Отрыв сформировался из группы из семи человек. В их числе были Эльмар Рейндерс из команды «Jayco AlUla», Джулиус ван ден Берг из «Picnic-PostNL», Виктор Веркуйи  и Сибе Девейрдт из «Flanders-Baloise», Харттийс Де Фриз из «Unibet Tietema Rockets», Энцо Лейнсе из «Picnic-PostNL», Джозуэ Эпис из «Arkéa-B&B Hotels». Максимальное отставание основной группы составляло 7:40. Произошло несколько завалов, но никто из гонщиков не получил серьезных травм или не отказался от участия, когда они преодолевали первые мощеные участки сезона «Классики». За 92 километра до финиша на третьем мощеном секторе команда Ланге Мунте UAE Team Emirates XRG, предприняла атаку на пелотон вместе с Tudor Pro Cycling Team, перехватив велосипеды Visma | Lease a Bike. Однако эта попытка не увенчалась успехом. После этого ускорения темп в пелотоне оставался высоким, поскольку различные команды боролись за то, чтобы удержать своих лидеров в наилучшем положении на узких улочках вокруг бельгийских деревень, разбросанных по живописным ландшафтам. Перед мощеным участком гонки в Хаагуке несколько гонщиков упали. Среди них были Кюнг, Виктор Кампенертс из «Visma | Lease a Bike» и Райан Маллен из «Red Bull-Bora-Hansgrohe». Несмотря на полученные травмы, все они продолжили гонку. У чемпиона Бельгии Арно Дели из «Lotto» сломалась механика, и ему потребовалась замена велосипеда, так как оставалось проехать около 70 километров. Однако он не смог быстро восстановиться, и ему потребовалось почти 15 километров, чтобы вернуться в общий строй. На Айкенберге была атака самого молодого гонщика в гонке, 19-летнего Мэтью Бреннана из «Visma | Lease a Bike», а также Вито Брета из «Intermarche-Wanty» и Тима ван Дейке из «Red Bull-Bora-Hansgrohe». Однако ответный ход Кима Хайдука из «Ineos Grenadiers» позволил им снова собраться вместе. Затем, на мощеном секторе Холлевега, произошла атака британского чемпиона в гонках на время Джоша Тарлинга из «Ineos Grenadiers», который в одиночку вырвался из пелотона. В Моленберге наблюдались обычные разделения в пелотоне, хотя и не было значительного ускорения. Воут Ван Аэрт из «Visma | Lease a Bike», Дели и действующий чемпион Ян Тратник из «Red Bull-Bora-Hansgrohe» все пропустили эти атаки. Группа главных фаворитов получила отрыв: Alpecin-Deceuninck лидировал в группе, а Филипсен и Кейден Гроувз следовали примеру своих товарищей по команде. За 30 километров до финиша Тарлинга догнала группа, возглавляемая Alpecin-Deceuninck, а в перерыве он зацепился за Берендри, но «Visma | Lease a Bike» отыгрывалась, но все еще не могла полностью сократить отставание. Тьесж Бенут из «Visma | Lease a Bike» совершил один мощный поворот, в котором протащил таких игроков, как Дели, Нарваес и остальных. Однако Ван Арту потребовалось больше времени, чтобы добраться туда, прежде чем в итоге совершить сплит. Дели был следующим гонщиком, которого сбросили после нескольких огромных усилий, и его ноги просто подкосились. До финиша оставалось 20 километров, и в гонке наступил самый решающий момент за долгое время, поскольку команда Филипсена Alpecin-Deceuninck лидировала, направляясь к трассе Муур Ван Гераардсберген. У самого начала подъема действующий чемпион Ян Тратник получил несвоевременный прокол заднего колеса, из-за которого его шансы защитить свой титул испарились. Как только они выехали на Капельмуур, впереди был Тим Уэлленс из команды UAE Team Emirates XRG, который набирал скорость. Маттиас Вацек из Lidl-Trek сменил его, а Сэм Уотсон из «Ineos Grenadiers», Нарваес, Филипсен и остальные изо всех сил пытались следить за колесами друг друга. Но на вершине Капельмуура все еще была довольно большая группа, когда Ван Арт попытался перемахнуть через вершину, чтобы попытаться еще больше разделить гонку. Следующим шагом был Маттео Йоргенсон из «Visma | Lease a Bike», но все снова осознали опасность. Никому не было позволено уйти с 15 км пути и одним мощеным подъемом на Босберг. На Босберге именно Вацек лидировал на вершине подъема, а Моргадо, Теунс (Cofidis) и Пидкок пытались пробиться к ведущей группе. За 10 километров до финиша Штефан Кюнг вырвался вперед, и поначалу за ним никто не последовал. Некоторые гонщики пытались догнать беглеца, но ни один из них не смог добраться до колеса швейцарского гонщика. Две группы собрались позади, когда несколько товарищей по команде вернулись, чтобы работать на своих лидеров. Кюнг продержался чуть больше километра, когда началась вылазка, и Ineos Grenadiers подхватили Уотсона. Но именно Вереншельд из Uno-X Mobility опередил Манье и Филипсена на финише. Он попытался уйти, но был пойман всего за 1 км до финиша. Начался спринт, и норвежец Вереншельд в напряженной борьбе одержал победу.

## Результаты
| \| Генеральная классификация \| Генеральная классификация \| Генеральная классификация \| Генеральная классификация \| Генеральная классификация \| \| Гонщик \| Гонщик \| Команда \| Время \| \| \| ------------------------- \| ------------------------- \| ------------------------- \| ------------------------- \| ------------------------- \| \| 1-й \| Сорен Вэреншолд \| Uno-X Mobility \| 4ч 37' 53 \| \| \| 2-й \| Поль Манье \| Soudal Quick-Step \| + 0 \| \| \| 3-й \| Йеспер Филипсен \| Alpecin-Deceuninck \| + 0 \| \| \| 4-й \| Брент Ван Мер \| Lotto \| + 0 \| \| \| 5-й \| Самуэль Уотсон \| Ineos Grenadiers \| + 0 \| \| \| 6-й \| Лукаш Кубис \| Unibet Tietema Rockets \| + 0 \| \| \| 7-й \| Пит Аллегарт \| Cofidis \| + 0 \| \| \| 8-й \| Винченцо Альбанезе \| EF Education-EasyPost \| + 0 \| \| \| 9-й \| Марин ван ден Берг \| EF Education-EasyPost \| + 0 \| \| \| 10-й \| Льюис Аски \| Groupama-FDJ \| + 0 \| \| |                    |                        |           |
| |                    |                        |           |
| Источник: ProCyclingStats |                    |                        |           |
| Генеральная классификация |                    |                        |           |
| Гонщик | Гонщик             | Команда                | Время     |
| 1-й | Сорен Вэреншолд    | Uno-X Mobility         | 4ч 37' 53 |
| 2-й | Поль Манье         | Soudal Quick-Step      | + 0       |
| 3-й | Йеспер Филипсен    | Alpecin-Deceuninck     | + 0       |
| 4-й | Брент Ван Мер      | Lotto                  | + 0       |
| 5-й | Самуэль Уотсон     | Ineos Grenadiers       | + 0       |
| 6-й | Лукаш Кубис        | Unibet Tietema Rockets | + 0       |
| 7-й | Пит Аллегарт       | Cofidis                | + 0       |
| 8-й | Винченцо Альбанезе | EF Education-EasyPost  | + 0       |
| 9-й | Марин ван ден Берг | EF Education-EasyPost  | + 0       |
| 10-й | Льюис Аски         | Groupama-FDJ           | + 0       |